# Limnoria bituberculata
Limnoria bituberculata là một loài chân đều trong họ Limnoriidae. Loài này được Pillai miêu tả khoa học năm 1957.